# Hyatt Regency Waikiki
Le Hyatt Regency Waikiki  est un ensemble de gratte-ciel jumeaux de 107 mètres de hauteur construit en 1976 à Honolulu dans les iles Hawaii aux États-Unis.
L'ensemble est composé de deux immeubles identiques :
- Hyatt Regency Waikiki Ewa Tower
- Hyatt Regency Waikiki Diamond Head Tower

Ils abritent un hôtel de la chaine Hyatt sur 39 étages.
L'ensemble comprend un total de 1230 chambres réparties à parts égales dans les deux tours. C'est l'un des plus importants complexes hôteliers des îles Hawaii.
L'architecte de l'ensemble est l'agence de Hawaii, Wimberly Allison Tong & Goo.

## En savoir plus